# Coach sportif

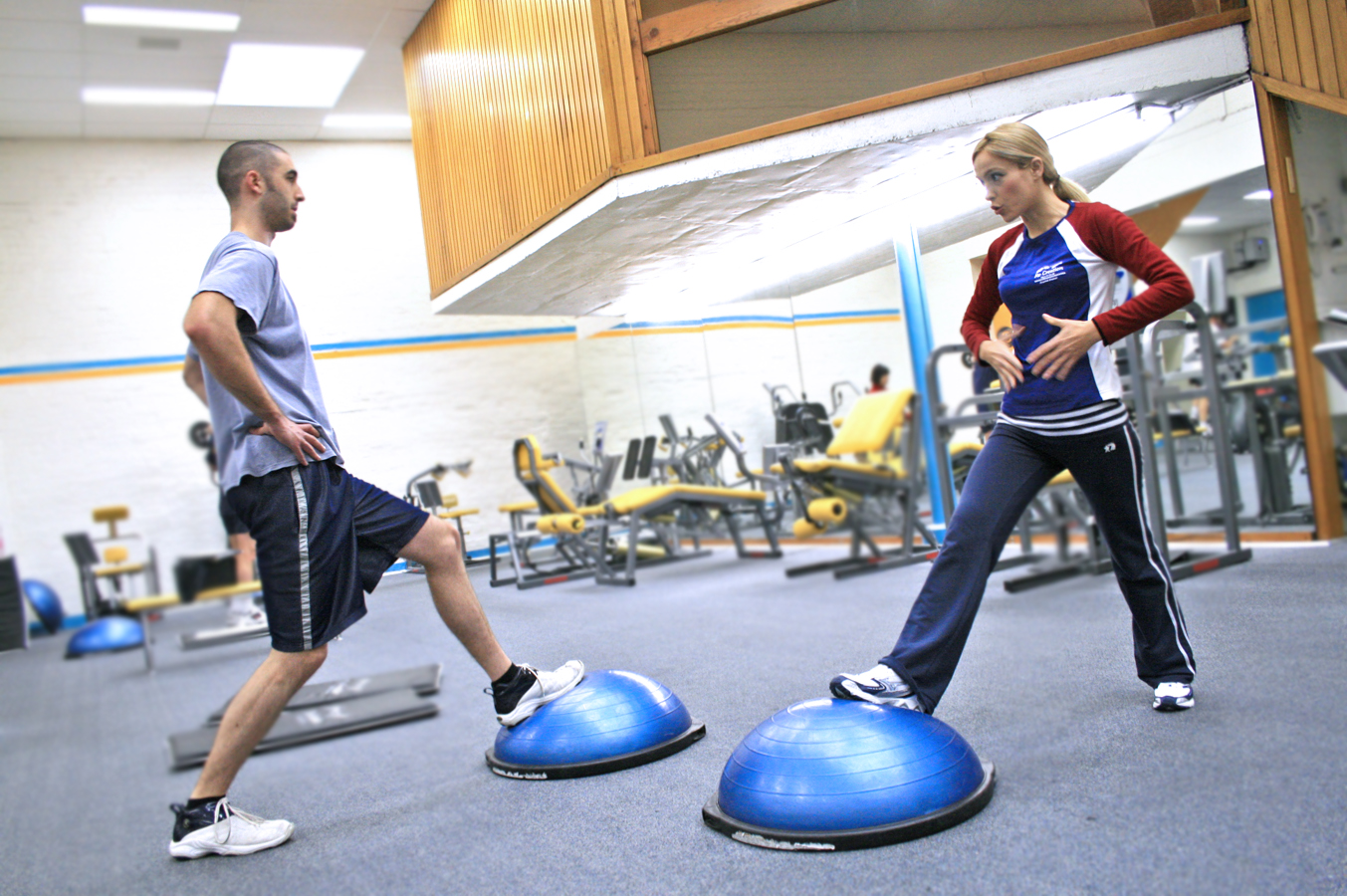
Photo illustrant le travail pédagogique de la coach dans l'utilisation d'un Bosu balance.

Un coach sportif ou entraîneur personnel est un professionnel chargé d'assister des personnes dans leur entraînement physique. Il motive ses élèves et les aide à se fixer des objectifs en leur apportant son expertise sur la faisabilité. Les coaches évaluent les points forts et les faiblesses de leurs élèves ainsi  que leur forme physique. Ces évaluations sont de préférence réalisées avant et après un programme d'exercices (macro-cycle) pour mesurer l'amélioration de la condition physique. Ils peuvent également informer leurs clients sur leur bien-être, leur santé en général et leur donner des directives sur la nutrition. Un coach sportif est issu d'une formation qualifiante généraliste des métiers de la forme (fitness). Si un formateur soupçonne chez l'un de ses clients une condition physique incompatible avec un programme d'exercices, il doit renvoyer le client vers un professionnel de la santé pour le dédouanement préalable.

## Objectifs

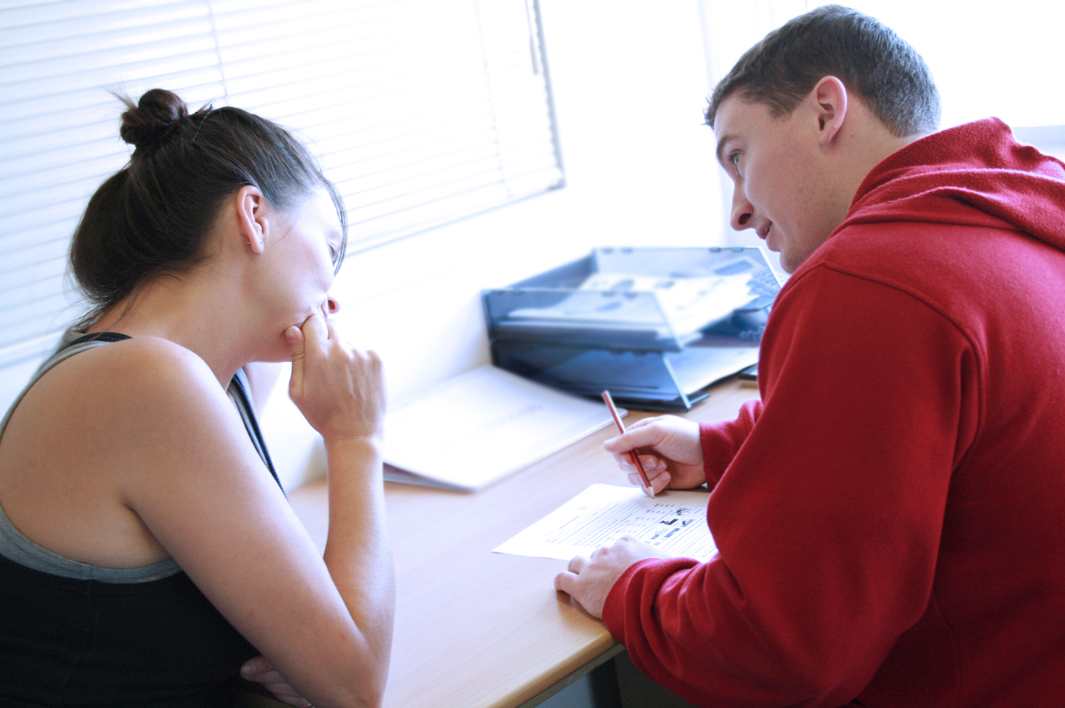
Coach sportif évaluant une élève, ses objectifs et ses besoins afin d'élaborer un programme d'entraînement

Le premier objectif pour un coach sportif personnel est d'améliorer la forme physique et, plus généralement, la santé de tous.
La prescription d'exercices physiques peut améliorer la performance physique, permettre de lutter contre les maladies cardiaques, avec des résultats positifs sur la santé en général. La décision de faire appel à un coach sportif peut être liée à un de ces facteurs ou à la motivation et au besoin de soutien physique ou mental. Un coach sportif apporte une attention toute particulière à ses élèves sur le choix des exercices, les routines d'entraînement, la nutrition et éventuellement leur régime alimentaire.
Peu d'études ont mesuré l'impact des entraînements sur les hommes.  En revanche, chez les femmes, il a été démontré que les exercices sur des modèles de comportement améliorent sensiblement l'équilibre (balance décisionnelle) et accroissent  la confiance à l'exercice face à d'autres contraintes de temps (planification de l'auto-efficacité). Le coaching sportif permet d'acquérir davantage de force, de suivre des entraînements plus intensifs et favorise une perception plus élevée de l'effort chez les femmes. Même  si les femmes qui travaillent avec des coaches sportifs choisissent des charges plus lourdes que celles qui n'en bénéficient pas, les charges utilisées restent encore en deçà des pourcentages de charge recommandés.

## Caractéristiques du métier
La profession n'est généralement pas réglementée par le lieu d'exercice de la profession. Les coachs sportifs peuvent travailler dans des installations de remise en forme, à domicile ou chez leur client, en plus de la vidéo en direct (également appelé "Coaches sportifs virtuels"), ou à l'extérieur. Presque tous les coachs sportifs ont été au préalable "instructeurs sportifs" dans des clubs de fitness (ou centres de remise en forme). Le secteur n'est pas réglementé en France.
Les coachs sportifs peuvent se spécialiser dans un certain type d'entraînement (Crossfit, HIIT...). En général, la plupart des coachs sportifs prescrivent des exercices liés à l'exercice en aérobie, l'exercice de résistance, et/ou la souplesse. Avec un entraînement constitué d'exercices en aérobie, ils déterminent les exercices, leur durée et leur fréquence. Pour la résistance, ils prescrivent le type d'exercice, le nombre de sessions, le volume, la période de repos, la fréquence et l'intensité. Les coachs sportifs peuvent également être impliqués dans la prescription des routines d'étirement ou autres. Certains font des recommandations en matière de nutrition et de supplémentation, ce qui suscite auprès des nutritionnistes une polémique sur le champ de leur pratique et de l'absence de formation en la matière.

## Accréditation

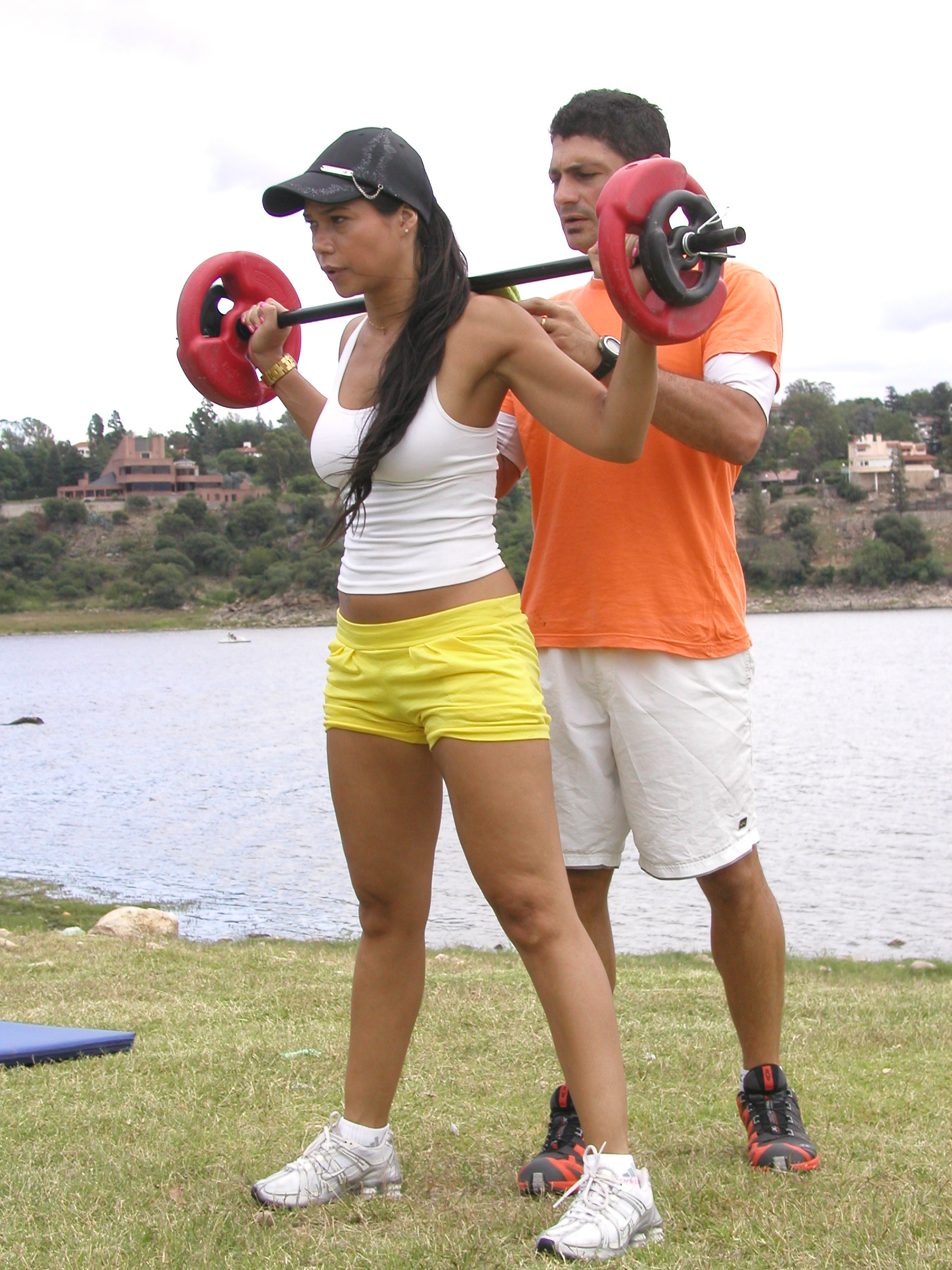
Séance de coaching sportif en extérieur

L'accréditation du coach sportif est le processus qui permet la certification des compétences requises pour exercer en qualité de coach sportif. Les normes de qualification pour les coaches sportifs varient entre les pays.

### France
En France, une des formations suivantes permet de dispenser des cours sportifs :
- Le brevet professionnel de la jeunesse, de l’éducation populaire et du sport (BPJEPS). Ce dernier peut comprendre plusieurs spécialités différentes. La plus célèbre est celle des "Activités Gymniques, de la Forme et de la Force" (AGFF). Mais il est possible également de se tourner vers la mention "Activités Physiques pour Tous" (APT) pour plus de polyvalence, ou encore "Activités aquatiques et de la natation" (ANN) pour exercer en tant que coach sportif en centre aquatique[9].
- Un brevet d'État des métiers de la forme (BEMF),
- Un diplôme d’études universitaires scientifiques et techniques "Métiers de la forme" (DEUST).
- Science technique des activités physiques et sportives (STAPS)

Ces diplômes permettent d'obtenir une carte professionnelle (annuaire sur https://eapspublic.sports.gouv.fr/)
S'il n'existe pas à proprement parler un diplôme "coach sportif" (terme dont l'usage est libre et non réglementé), l'encadrement rémunéré d'une activité sportive ne peut pas se faire sans un diplôme d'État reconnu et enregistré au répertoire national des certifications professionnelles (RNCP), et cumulativement en possession d'une carte professionnelle en cours de validité.
À ce titre l'article L.212-8 du Code du sport rappelle :

« Est puni d'un an d'emprisonnement et de 15 000 euros d'amende le fait pour toute personne
1° D'exercer contre rémunération l'une des fonctions de professeur, moniteur, éducateur, entraîneur ou animateur d'une activité physique ou sportive ou de faire usage de ces titres ou de tout autre titre similaire sans posséder la qualification requise au I de l'article L. 212-1 ou d'exercer son activité en violation de l'article L. 212-7 sans avoir satisfait aux tests auxquels l'autorité administrative l'a soumise ;
2° D'employer une personne qui exerce les fonctions mentionnées au premier alinéa de l'article L. 212-1 sans posséder la qualification requise ou d'employer un ressortissant d'un État membre de la Communauté européenne ou d'un État partie à l'accord sur l'Espace économique européen qui exerce son activité en violation de l'article L. 212-7 sans avoir satisfait aux tests auxquels l'autorité administrative l'a soumis. »

indépendamment de ce que dit la loi :
- certains sites proposant de vous mettre en relation avec des coaches sportifs prétendant que le terme de "coach sportif" n'existant pas juridiquement, sa pratique ne nécessite pas de diplôme.
- Dans le cadre d'un achat d'un programme d'entraînement sur Internet, votre fournisseur n'a pas d'obligation légale (uniquement morale) d'être un coach. Et nombreux sont les "faux coaches" proposant des programmes sans compétences validées. Il est recommandé d'exiger leur carte professionnelle.

## Salaire
Le salaire d'un coach sportif peut varier selon son expérience, son statut et surtout suivant sa popularité et le nombre de client faisant appel à lui. 

## Coach Sportif connu
Certains coach sportifs sont aujourd'hui millionnaires grâce à leur activité. Si nous prenons l'exemple d'Harley Pasternak, il est le coach sportif de la star américaine Kim Kardashian ou encore d'Ariana Grande. Ses revenus sont issus de ces sessions de coaching, mais également des ventes de produits dérivés, comme ses livres ou ses programmes de remise en forme.

## Où peut t'on trouver des coachs sportifs?
La recherche d'un coach sportif qualifié et adapté à ses besoins peut parfois être un défi pour de nombreuses personnes cherchant à améliorer leur condition physique et leur bien-être. Heureusement, il existe aujourd'hui plusieurs moyens efficaces pour trouver un coach sportif professionnel et expérimenté.
- Les plateformes en ligne spécialisées : Les plateformes en ligne dédiées au coaching sportif, telles que DigiCoachMe ou Ownsport offrent une solution pratique et efficace pour trouver un coach sportif adapté à ses besoins. Ces plateformes permettent aux utilisateurs de rechercher et de filtrer les coachs en fonction de leurs spécialités, de leurs tarifs, de leurs disponibilités et de leurs évaluations.

- Les salles de sport et centres de remise en forme : De nombreuses salles de sport et centres de remise en forme proposent des services de coaching sportif personnalisé. En s'inscrivant à une salle de sport, les clients peuvent généralement bénéficier de séances de coaching avec des entraîneurs certifiés qui les aideront à atteindre leurs objectifs de remise en forme.

- Les annuaires des coachs sportifs : Certains annuaires en ligne comme Coach-sportif.fr ou jesuiscoach.fr sont spécifiquement conçus pour répertorier les coachs sportifs disponibles dans une région donnée. Ces annuaires permettent aux utilisateurs de rechercher des coachs en fonction de leur emplacement géographique, de leurs spécialités, de leurs certifications et de leurs évaluations. En consultant ces annuaires, les personnes à la recherche d'un coach sportif peuvent obtenir une liste de professionnels qualifiés dans leur région, ce qui facilite leur recherche et leur prise de décision. Ces annuaires peuvent être une ressource utile pour ceux qui préfèrent travailler avec un coach sportif local ou qui cherchent des recommandations dans leur communauté.
- Les moteurs de recherche : Certains coachs sportifs comme Louis Fabre, Leo Joulin ou Logan Martin ont choisi de créer leurs propres site, sur lesquels ils présentent leurs spécialités et leurs avantages. En visitant ces sites, les personnes à la recherche d'accompagnement sportif peuvent se faire une idée plus précise des professionnels du secteur. Ils y indiquent parfois leurs taris, leurs disponibilités et leurs avis clients.

- Les salles de sport et centres de remise en forme : De nombreuses salles de sport et centres de remise en forme proposent des services de coaching sportif personnalisé. En s'inscrivant à une salle de sport, les clients peuvent généralement bénéficier de séances de coaching sportif avec des entraîneurs certifiés qui les aideront à atteindre leurs objectifs de remise en forme.
- Les réseaux sociaux et les forums en ligne : Les réseaux sociaux et les forums en ligne dédiés au fitness et au bien-être sont également des endroits où l'on peut trouver des recommandations et des informations sur des coachs sportifs. En participant à ces communautés en ligne, on peut poser des questions, partager des expériences et obtenir des conseils utiles sur la recherche d'un coach sportif.

- Les recommandations personnelles : Les recommandations personnelles de proches, d'amis ou de collègues peuvent également être une source précieuse pour trouver un coach sportif de confiance. En demandant des recommandations à son réseau social, on peut obtenir des informations sur des coachs de qualité et avoir des retours d'expérience fiables.

En conclusion, il existe plusieurs moyens pour trouver un coach sportif adapté à ses besoins, que ce soit en utilisant des plateformes en ligne spécialisées comme DigiCoachMe , en s'inscrivant à une salle de sport, en consultant les différents annuaires locaux, en demandant des recommandations personnelles ou en explorant les réseaux sociaux et les forums en ligne. Quelle que soit la méthode choisie, trouver le bon coach sportif peut être un premier pas important vers l'atteinte de ses objectifs de remise en forme et de bien-être.